# فیونا براون (بازیکن فوتبال)
فیونا براون (انگلیسی: Fiona Brown؛ زادهٔ ۳۱ مارس ۱۹۹۵) بازیکن فوتبال اهل بریتانیا است.
از باشگاه‌هایی که در آن بازی کرده‌است می‌توان به باشگاه فوتبال روزنگرد اشاره کرد.